# Christiano
José Christiano Pinheiro de Araujo, más conocido como Christiano, (nacido en Recife el 6 de agosto de 1977) es un exfutbolista brasileño. Debutó profesionalmente en Rosario Central de Argentina y se desempeñaba como mediocampista.

## Carrera
Christiano llegó con quince años a las divisiones juveniles de Central, junto a otros dos connacionales, Juca y Giuntini. Le tocó debutar a la edad de dieciséis en el Apertura 1993 en un encuentro ante Ferro Carril Oeste (derrota 1-0), debiendo reemplazar a un referente canalla, Omar Palma, quien había sido expulsado en la fecha anterior. Jugó también en la jornada siguiente, hasta que el Tordo estuvo en condiciones de retornar. El entrenador que lo hizo debutar en primera fue Vicente Cantatore.
Prosiguió su carrera en Honduras, jugando para Club Deportivo Marathón, con el que convirtió un gol en una de las máximas goleadas de la Recopa de la Concacaf (12-0 versus Jong Colombia el 4 de abril de 1996) y finalizó tercero en la edición de 1995. Luego de jugar en Cóndor del mismo país, pasó a Real Valladolid durante la temporada 1996-97 de la Liga Española.

### Vuelta a Brasil
Tras un retorno a Marathón, finalmente jugó en su país natal. Lo hizo en dos equipos de Alagoas: América (1998-2001) y Bom Jesus (2002). También tuvo un paso por la Serie B de Ecuador, fichando por Esmeraldas Petrolero.

## Clubes
| Club                 | País      | Año       |
| -------------------- | --------- | --------- |
| Rosario Central      | Argentina | 1992-1994 |
| Marathón             | Honduras  | 1994-1995 |
| Cóndor               | Honduras  | 1995-1996 |
| Real Valladolid      | España    | 1996-1997 |
| Marathón             | Honduras  | 1997-1998 |
| América de Alagoas   | Brasil    | 1998-2001 |
| Bom Jesus            | Brasil    | 2002      |
| Esmeraldas Petrolero | Ecuador   | 2003      |